# Bufet (àpat)

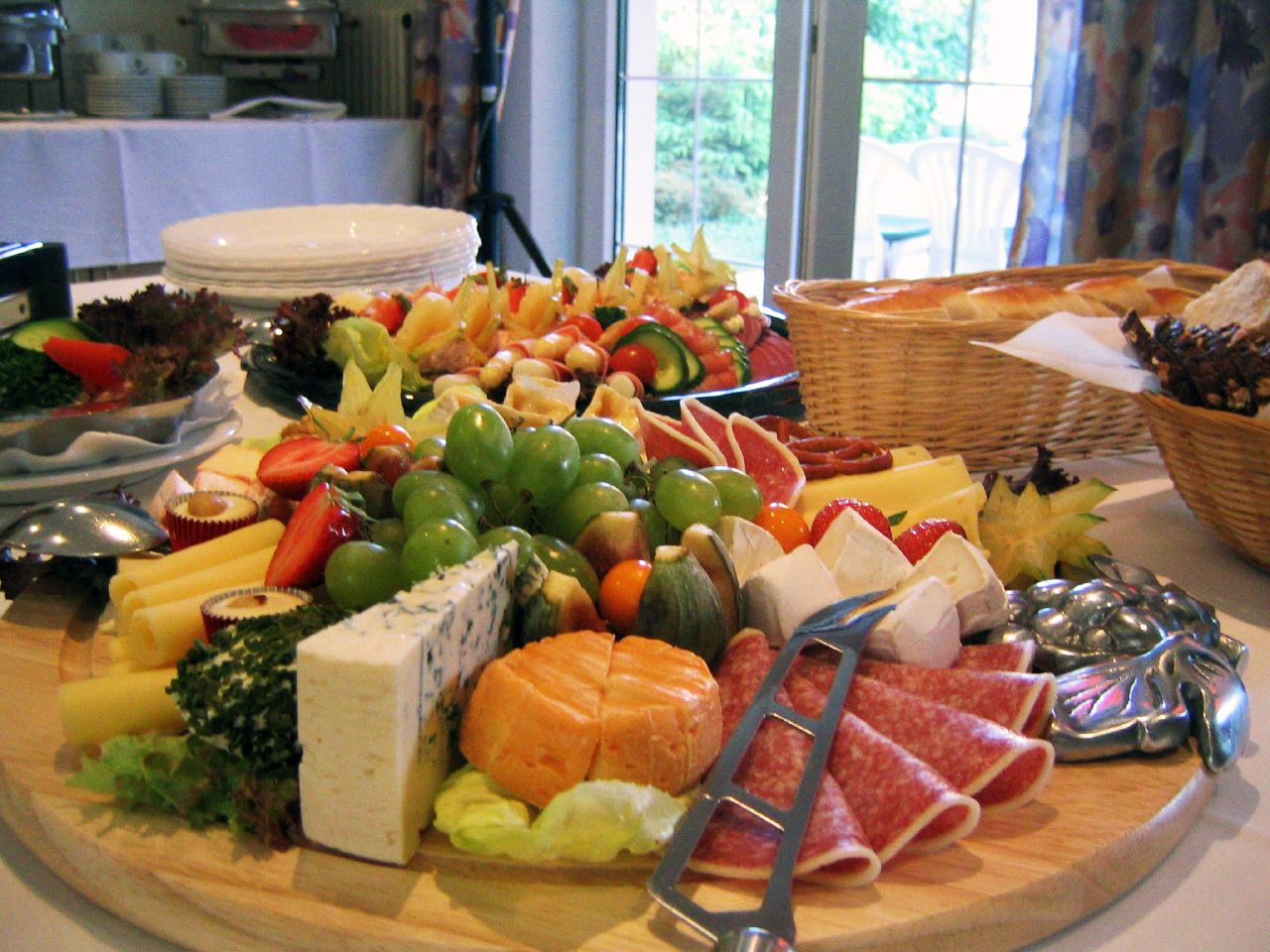
Un bufet variat servit sobre una taula de fusta.

Un bufet (del francès, buffet) és un àpat servit sobre una taula, també anomenada bufet, amb la seva coberteria, que consisteix principalment en el fet que els comensals se serveixen a discreció dels aliments. Es tracta d'un mètode molt general per a servir un gran nombre de persones, que ofereix al comensal de triar lliurement la quantitat i el detall dels aliments. Desenvolupat al segle xviii a França, aviat s'escampà a la resta d'Europa, el nom del qual fa referència a l'aparador sobre el qual es para o posa el menjar per a ser servit al públic. Es feu molt popular a Anglaterra ja a mitjan segle xix (on es denominava court cupboard). Avui en dia s'associa més i més al "all you can eat" (tot el que pugueu menjar) d'alguns restaurants en els quals es paga una quantitat fixa (molt similar als rodizio del Brasil).